# Ampliación Balsa Larga
Ampliación Balsa Larga är en ort i Mexiko.   Den ligger i kommunen Omealca och delstaten Veracruz, i den sydöstra delen av landet, 270 km öster om huvudstaden Mexico City. Ampliación Balsa Larga ligger 277 meter över havet och antalet invånare är 312.
Terrängen runt Ampliación Balsa Larga är huvudsakligen platt, men åt sydväst är den kuperad. Terrängen runt Ampliación Balsa Larga sluttar brant österut. Runt Ampliación Balsa Larga är det ganska tätbefolkat, med 100 invånare per kvadratkilometer. Närmaste större samhälle är Cuitláhuac, 9,8 km nordväst om Ampliación Balsa Larga. Trakten runt Ampliación Balsa Larga består till största delen av jordbruksmark.